# 1922년 전국체육대회 폐막식
1922년 전국체육대회 폐막식은 일제강점기 조선 경기도 경성부에서 개최된 1922년 전국체육대회의 폐막식이다. 1922년 2월 13일, 1922년 5월 21일, 1922년 10월 17일, 1922년 11월 25일에 경성중학 운동장, 배재고등보통학교 운동장, 보성고등보통학교 운동장에서 진행되었다. 1922년 전국체육대회가 각 종목별로 대회가 별도로 개최되었기 때문에 폐막식은 각 종목별로 따로 진행되었다.

## 폐막식

### 축구 (2월)
결승 경기가 끝난 후 1922년 2월 13일 18시에 우승기 수여식이 진행되었다. 조선체육회 회장인 고원훈이 축구 중학부 남자 종목에서 우승한 배재고등보통학교 축구단과 축구 청년부 남자 종목에서 우승한 무오 축구단에게 각각 우승기를 수여했다.

### 정구
정구 청년부 남자 단체 결승 경기가 끝난 후 1922년 5월 21일 18시에 우승기 수여식이 진행되었다. 조선체육회 회장인 고원훈이 정구 중학부 남자 단체 종목에서 우승한 송도고등보통학교 정구단과 정구 청년부 남자 단체 종목에서 우승한 금강구락부 정구단에게 각각 우승기를 수여했다.

### 야구
1922년 10월 17일 야구 종목 결승 경기가 끝난 후 우승기 수여식이 진행되었다. 야구 중학부 남자 종목에서 우승한 배재고등보통학교 야구단과 야주 청년부 남자 종목에서 우승한 중앙체육단 야구단에게 우승기를 수여한 후, 배재고등보통학교 야구단에게 후원사인 동아일보가 특별 제작한 우승기를 수여했다. 우승기를 수여받은 선수단은 자동차를 타고 시가행진을 하며 폐막 행사가 마무리되었다.

### 축구 (11월)

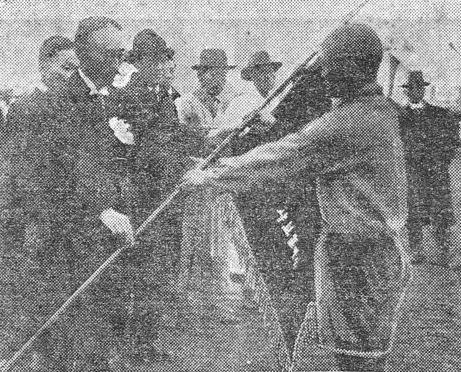
우승기 수여식

1922년 11월 25일에 축구 종목 결승 경기가 끝난 후 우승기 수여식이 진행되었다. 조선체육회 회장인 고원훈이 축구 청년부 남자 종목에서 우승한 조선불교청년회 축구단과 축구 중학부 남자 종목에서 우승한 휘문고등보통학교 축구단에게 각각 우승기를 수여한 후, 휘문고등보통학교 축구단에게 대회 후원사인 동아일보가 특별 제작한 우승기를 수여했다.

## 참고 문헌
- “대한체육회 국내종합경기대회”. 대한체육회.
- “제3회 전국체육대회”. 대한체육회.
- 《대한체육회 50년》. 대한체육회. 1970. 2020년 11월 8일에 원본 문서에서 보존된 문서. 2022년 11월 5일에 확인함.
- 《대한체육회 70년사》. 대한체육회. 1990. 2020년 11월 8일에 원본 문서에서 보존된 문서. 2022년 11월 5일에 확인함.
- 《대한체육회 90년사》. 대한체육회. 2011. 2020년 11월 8일에 원본 문서에서 보존된 문서. 2022년 11월 5일에 확인함.
- 대한체육회 100주년 기념사업부 (2020). 《대한민국 체육 100년》. 대한체육회. 2023년 9월 21일에 원본 문서에서 보존된 문서. 2024년 6월 11일에 확인함.

## 같이 보기
- 1922년 전국체육대회
- 1922년 전국체육대회 개막식